# ريتشارد جاكوبس
ريتشارد جاكوبس (بالإنجليزية: Richard Jacobs)‏ هو شخصية أعمال أمريكي، ولد في 16 يونيو 1925 في آكرون في الولايات المتحدة، وتوفي في 5 يونيو 2009.